# Асфиксия
Асфи́ксия (от др.-греч. ἀ- — без и σφύξη — пульс; буквально — отсутствие пульса), или уду́шье, — кислородное голодание организма и избыток углекислоты в крови и тканях, например, при сдавливании дыхательных путей извне (удушение), закрытии их просвета отёком, падении давления в искусственной атмосфере (либо системе обеспечения дыхания) и т. д. Разновидностью асфиксии является уду́шье при глота́нии, при котором пища блокирует дыхательные пути.

## Первая помощь при асфиксии, не связанной с глотанием
Проверить проходимость верхних дыхательных путей (ВДП). Удалить посторонние предметы (водоросли, землю, выбитые зубы, запавший язык и т. д.), затем возобновить перфузию в лёгких. Искусственное дыхание принудительное вдувание воздуха в лёгкие больного «рот в рот» и «рот в нос» в качестве немедленной помощи до приезда врача применяют, только если имеется специально предназначенное для этого клапанное приспособление. Поскольку смерть при асфиксии вызывается остановкой сердца, самой главной частью первой доврачебной помощи является «прокачка» крови по сосудам организма, которая обеспечивает жизненно важную потребность мозга в кислороде. Данный процесс обеспечивается непрямым массажем сердца.

## Виды асфиксии
Традиционно асфиксию разделяют на:
- жёсткую:
  1. Вследствие болезней — бронхиальная астма, аллергический отёк гортани, и др.
  2. Рефлекторная асфиксия — спазм голосовой щели в результате действия раздражающих веществ, например бутана, нашатырного спирта, или действия различных температур. Кратковременно испытывают люди, выходящие из тёплого помещения на мороз — невозможность сделать физиологический вдох.
  3. Асфиксия новорождённых — клинический синдром, проявляющийся в первые минуты жизни затруднением или полным отсутствием свежего дыхания у ребёнка. МКБ-10 Р21.0 Тяжёлая асфиксия при рождении. Р21.1 Средняя и умеренная асфиксия при рождении. Критерии оценки состояния новорождённого проводят по шкале Апгар.
- насильственную, которая, в свою очередь, делится на:
  1. Асфиксию от закрытия дыхательных путей (обтурационная), к ней относится утопление, попадание в дыхательные пути инородных тел, в том числе сыпучих, закрытие дыхательных отверстий;
  2. Компрессионную асфиксию, к которой относят: асфиксию от сдавливания органов шеи (странгуляционная) — повешение, удавление петлёй, удавление руками; асфиксию от сдавливания груди и живота сыпучими и массивными предметами, а также в давке.
  3. Асфиксия от отсутствия кислорода (аноксия) — надевание на голову пакета, мешка и т. д.

Выделяют следующие виды:
1. Дислокационная;
2. Обтурационная;
3. Странгуляционная;
4. Компрессионная;
5. Аспирационная.

## Механическая асфиксия
В литературе механическую асфиксию определяют как «кислородное голодание, развившееся в результате физических воздействий, препятствующих дыханию, и сопровождающееся острым расстройством функций центральной нервной системы и кровообращения…» или как «нарушение внешнего дыхания, вызванное механическими причинами, приводящее к затруднению или полному прекращению поступления в организм кислорода и накоплению в нем углекислоты».
Существует несколько видов механической асфиксии:

### Удушье при глотании

#### Определение
Задушение инородными телами — вид обтурационной асфиксии, причиной нарушения или полного прекращения внешнего дыхания является инородное тело, полужидкое или жидкое, сыпучее, плотное, оказавшееся в дыхательных путях. Смерть может наступить как непосредственно от острой кислородной недостаточности в результате попадания инородного тела в дыхательные пути, так и в результате рефлекторной остановки сердца из-за раздражения дыхательных путей. Смерть может наступать через несколько дней, а иногда человек может жить с инородным телом длительное время.
Диагностирование подобных смертей не представляет особой сложности: у входа в гортань, в просвете трахеи или бронхов обнаруживается инородное тело, распознать смерть от шока или от гипоксии можно только по клиническим показаниям, изменения во внутренних органах будут одинаковыми.
В рамках этого вида выделяют: задушение пищевыми массами, чаще всего рвотными у людей в состоянии алкогольного опьянения. Задушение кровью при её аспирации у пострадавших с переломами основания черепа, резанными ранами гортани. Утопление тоже традиционно не принято рассматривать в разделе механической асфиксии. Задушение сыпучими телами диагностируется по частичкам, оставшимся в дыхательных путях, пищеводе и желудке.

#### Первая помощь против удушья при глотании
Есть ручные методы, которые могут решить проблему удушья (см. Ниже).
Кроме того, в настоящее время на рынке также существуют некоторые устройства против-удушья (LifeVac и Dechoker).

##### Для общих жертв
Прежде всего рекомендуется, чтобы пострадавший попытался кашлять.
Если пострадавший не может кашлять, используйте два маневры вручную (см. оба рисунка ниже).
- Асфиксия и удушение

Для лучших результатов, объедините их по очереди: выполнить каждую технику примерно 5 раз, и перейти на другую технику, и повторяйте эти повороты постоянно.
беременные и слишком полные люди требуются вариации этих ручных процедур (см. Ниже).
Младенцам (до 1 года) требуются вариации этих ручных процедур (см. Ниже).
Если удушье продолжается, следует вызвать скорую медицинскую помощь.

Через некоторое время пострадавший может упасть в обморок (см. Ниже), и ему потребуется «сердечно-лёгочная реанимация против удушья».

##### Для беременных или страдающих ожирением людей
Во-первых, рекомендуется покашлять.
Если пострадавший не может кашлять, используйте эти две маневры вручную (см. оба рисунка ниже).
Для лучших результатов, объедините их по очереди: выполнить каждую технику примерно 5 раз, и перейти на другую технику, и повторяйте эти повороты постоянно.
Если удушье продолжается, следует вызвать скорую медицинскую помощь.

Через некоторое время пострадавший может упасть в обморок (см. Ниже), и ему потребуется общая «сердечно-легочная реанимация против удушья».

##### Для младенцев (до 1 года)
Используйте эти два маневра вручную для младенцев (см. оба рисунка ниже).
Для лучших результатов, объедините их по очереди: выполнить каждую технику примерно 5 раз, и перейти на другую технику, и повторяйте эти повороты постоянно.
Если удушье продолжается, следует вызвать скорую медицинскую помощь.
Через некоторое время младенец может упасть в обморок (см. Ниже), и ему потребуется «сердечно-легочная реанимация против удушья» для младенцев.

##### Для бессознательной жертвы
Требуется антиреспираторная сердечно-легочная реанимация (см. Ниже). Он может быть обычным или для грудничков (до 1 года).

###### Обычная сердечно-легочная реанимация против удушья
Позвоните в скорую медицинскую помощь.
Положите пострадавшего лежа, лицом вверх.
Постоянно проводите пациенту «сердечно-легочную реанимацию против удушья»:
- 30 компрессий на нижнюю половину середины груди.
- Если застрявший объект виден, попробуйте вынуть его. Объект можно вынести или нет, но сердечно-легочная реанимация должна продолжаться до тех пор, пока пострадавший не начнет нормально дышать.
- Закройте нос пострадавшего. Подайте воздух таким образом (искусственное дыхание). Снова введите воздух (еще одно искусственное дыхание).
- Поворачивайте голову пострадавшего вперед и назад. Выполните еще 2 одинаковых искусственных дыхания.

Повторите все эти шаги, начиная с первого (30 компрессий).

###### Сердечно-легочная реанимация против удушья для младенцев (до 1 года)
Позвоните в скорую медицинскую помощь.
Положите младенца лежа, лицом вверх. Голова младенца всегда должна смотреть вперед.
Постоянно проводите младенцу «сердечно-легочную реанимацию против удушья»:
- 30 компрессий со стороны ребенка, выполняемых двумя пальцами на нижней половине середины груди.
- Если застрявший объект виден, попробуйте вынуть его. Объект можно вынести или нет, но сердечно-легочная реанимация должна продолжаться до тех пор, пока младенец не начнет нормально дышать.
- Используя рот, прикрывайте рот ребенка и нос одновременно. Подайте воздух таким образом (искусственное дыхание). Снова введите воздух (еще одно искусственное дыхание).
- Голову ребенка не рекомендуется поворачивать, но следует держать ее в нормальном положении, так как наклон головы может сузить дыхательные пути у малышей.

Повторите все эти шаги, начиная с первого (30 компрессий).

### Странгуляционная

#### Повешение
Повешение — это вид странгуляционной механической асфиксии, который возникает при сдавливании шеи петлёй, затянувшейся под тяжестью тела повешенного. При достаточной длине верёвки асфиксия не наступает, так как смерть происходит от перелома шейных позвонков.
Обычно петля представляет собой кольцо, узел, свободный конец которого закрепляется неподвижно, смерть наступает через 4—5 минут после сдавливания шеи от паралича дыхательного центра, сердечная деятельность продолжается некоторое время после остановки дыхания. Причиной смерти может стать смерть мозга от прекращения кровообращения при сдавливании сонной артерии .

#### Удавление петлёй
Удавление петлёй — вид странгуляционной асфиксии, представляет собой сдавление шеи петлёй перехлёстнутыми свободными концами, при помощи закрутки (почти всегда посторонней рукой, самоудавление встречается крайне редко) или гарротой.
В Чехии чтится святая Людмила, которая была удушена платком собственной невестки, такова была гибель Айседоры Дункан из-за попавшего в колесо шарфа, который намотался на колесо её кабриолета.
Расположение петли горизонтальное, сама петля замкнутая, равномерная ниже или на уровне щитовидного хряща. Генезис смерти во многом схож с повешением: при затягивании петли сдавливаются шейные вены, сонные артерии, нервные стволы, гипоксия сопровождается венозным застоем, появляются судороги, через 4—5 минут наступает смерть. Возможны переломы рожков подъязычной кости, щитовидного хряща, повреждение хрящей гортани и т. д.
В странах Арабского Востока в Средние века существовал особый вид казни — «милость султана». Эта казнь применялась к лицам благородного происхождения и заключалась в том, что султан присылал провинившемуся чиновнику шёлковый шнурок, которым впоследствии чиновника душили.

#### Удавление частями тела
Удавление частями тела человека — вид странгуляционной асфиксии; происходит при сдавливании органов шеи пальцами рук или между предплечьем и плечом или между бедром и голенью.
Генезис протекания смерти аналогичен удавлению в целом. Для данного вида удушения характерны особые следы на поверхности кожи. От пальцев рук на шее возникают небольшие кровоподтеки круглой или овальной формы, число их варьируется, но обычно колеблется от шести до восьми. Иногда на фоне кровоподтека образуются дугообразные или короткие полосовидные ссадины от ногтей.
Объём и выраженность внутренних повреждений значительно больше, чем наружных. Как правило, это массивные и глубоко расположенные излияния, сосудисто-нервные пучки, пищевод. При прокладывании между руками и шеей мягких предметов наружные повреждения могут отсутствовать, также следы отсутствуют, если жертва находилась в беспомощном состоянии.
При сдавлении между бедром и голенью, плечом и предплечьем, наружные повреждения не возникают, а внутри наблюдаются обширные кровоизлияния, повреждение хрящей гортани, переломы рожков подъязычной кости, щитовидного хряща. У грудных и новорождённых детей часто ссадины располагаются на задней поверхности шеи, так как рука взрослого обхватывает шею ребёнка целиком.
Невозможно самоубийство подобным способом и невозможно случайное удавление с летальным исходом.
Нередко применяется при удушающих захватах в различных единоборствах, однако в таких случаях к смерти не приводит ввиду того, что потерпевший может остановить поединок, прежде чем потеряет сознание.

### Удавление потерпевшего собственной одеждой
Удавление потерпевшего собственной одеждой.

### Закрытие отверстий рта и носа
Закрытие отверстий рта и носа — вид обтурационной асфиксии, возникает в результате закрытия дыхательных отверстий частями тела или мягкими предметами.
Если происходит закрытие рта и носа руками, то остаются следы от давления пальцев в виде ссадин, кровоподтеков. Ранки следует также искать на слизистой губ с внутренней стороны, так как они могут образовываться от прижатия губ к зубам. Уплощение носа имеет место, когда тело лежит лицом вниз на чём-либо мягком, во рту обнаруживаются посторонние частички (перья от подушки, текстильные волокна).
При внутреннем исследовании виден ряд признаков острой смерти: тёмная жидкая кровь в области сердца, кровоизлияния слизистых дыхательных путей.
Этот вид убийства используется в отношении людей, находящихся в беспомощном состоянии, детей, но также данный вид задушения может произойти по неосторожности, у лиц в состоянии алкогольного опьянения, больных эпилепсией и даже у грудных детей.

### Компрессионная асфиксия
Компрессионная асфиксия — удушение от сдавления грудной клетки и живота сыпучими веществами или массивными предметами. Подобные смерти характерны во время землетрясений, обвалов, сходов ледников, лавин и иных катастроф, в результате производственных и транспортных травм, сдавления в толпе… Таким способом умертвляют своих жертв гигантские удавы — боа, питоны и анаконды.
В данном случае происходит нарушение не внешнего дыхания, а всего кровообращения: венозная кровь не поступает в лёгкие, переполненные обогащённой кислородом кровью, утончение стенок сосудов и, как следствие, отёк лёгких. На коже и груди погибших обнаруживаются полосчатые кровоизлияния, повторяющие рельеф складок одежды, а также частицы песка, земли, грунта. Возможны переломы рёбер, разрывы внутренних органов — печени, сердца, селезёнки, кровоизлияния в полости тела.